# Liste der Baudenkmäler in Parkstein
Auf dieser Seite sind die Baudenkmäler in dem Oberpfälzer Markt Parkstein zusammengestellt. Diese Tabelle ist eine Teilliste der Liste der Baudenkmäler in Bayern. Grundlage ist die Bayerische Denkmalliste, die auf Basis des Bayerischen Denkmalschutzgesetzes vom 1. Oktober 1973 erstmals erstellt wurde und seither durch das Bayerische Landesamt für Denkmalpflege geführt wird. Die folgenden Angaben ersetzen nicht die rechtsverbindliche Auskunft der Denkmalschutzbehörde.

## Baudenkmäler nach Ortsteilen

### Parkstein
| Lage                                                                | Objekt                                                       | Beschreibung | Akten-Nr.     | Bild |
| ------------------------------------------------------------------- | ------------------------------------------------------------ | --- | ------------- | --- |
| Kapuzinergasse 1 (Standort)                                         | Ehemaliges Wohnstallhaus                                     | Zweigeschossiger Walmdachbau mit Gebäudeflügel nach Südosten, Erdgeschoss mit geohrten Fensterrahmungen, 17./18. Jahrhundert | D-3-74-144-1  | BW |
| Kapuzinergasse 4 (Standort)                                         | Katholischer Pfarrhof                                        | Dreigeschossiger Walmdachbau, Inschriftstein bezeichnet 1610, Anfang 18. Jahrhundert verändert | D-3-74-144-2  | BW |
| Kapuzinergasse 6 (Standort)                                         | Evangelisch-Lutherischer Betsaal                             | Zweigeschossiger Steildachbau in Hanglage, mit Dachreiter, eingerichtet in einem wohl aus dem 17. Jahrhundert stammenden Nebengebäude des katholischen Pfarrhofs                                                                                     | D-3-74-144-3  | weitere Bilder |
| Kapuzinergasse 7 (Standort)                                         | Ehemals Fronfeste, später Forsthaus, jetzt Jugendheim        | Zweigeschossiger Walmdachbau mit Granitrahmungen, bezeichnet 1755 mächtige Stütz- und Einfriedungsmauer nach Süden und Osten nach Westen rundbogige Tordurchfahrt, Basaltbruchstein, im Kern wohl 17. Jahrhundert                                    | D-3-74-144-4  | weitere Bilder |
| Marktplatz (Standort)                                               | Kriegerdenkmal                                               | Granitobelisk auf Postament, mit Figur Maria vom Siege, um 1920, später für Gefallene des II. Weltkriegs erweitert; Gedenktafel für die Gefallenen des Krieges von 1870/71, Marmor, letztes Viertel 19. Jahrhundert                                  | D-3-74-144-18 | BW |
| Marktplatz (in der Stützmauer unterhalb der Pfarrkirche) (Standort) | Fünf Grabplatten                                             | bezeichnet von links nach rechts 1667, 1704, 1744, 1771, 1773 | D-3-74-144-8  | [[Vorlage:Bilderwunsch/code!/C:49.733,12.07033!/D:Marktplatz (in der Stützmauer unterhalb der Pfarrkirche), Fünf Grabplatten!/\|BW]]           |
| Marktplatz 8 (Standort)                                             | Katholische Pfarrkirche St. Pankratius                       | Saalkirche mit Walmdach und eingezogenem Rechteckchor, 1788/89, Chorscheitelturm mit Zwiebelhaube von 1962; mit Ausstattung | D-3-74-144-7  | weitere Bilder |
| Neustädter Straße 21 (Standort)                                     | Wegkreuz                                                     | Gusseisenkruzifix auf profiliertem Granitsockel, bezeichnet mit „1896“ | D-3-74-144-32 | BW |
| Pressather Straße (an der Abzweigung nach Hammerles) (Standort)     | Bildstock „Beim Schutzengel“                                 | Kapellenbildstock mit halbrunder Bildnische, wohl 18. Jahrhundert, Schnitzrelief erneuert | D-3-74-144-19 | [[Vorlage:Bilderwunsch/code!/C:49.72872,12.06255!/D:Pressather Straße (an der Abzweigung nach Hammerles), Bildstock „Beim Schutzengel“!/\|BW]] |
| Schloßgasse 5, Marktplatz 25 (Standort)                             | Ehemaliges Schloss                                           | Zweigeschossiger Walmdachbau mit Putzgliederungen, bezeichnet 1762, zum Teil erneuert und innen verändert ehemaliger Stadel, eingeschossiger Walmdachbau, Bruchstein, 18. Jahrhundert ehemaliger Stall, Mauerreste, Bruchstein, wohl 18. Jahrhundert | D-3-74-144-11 | BW |
| Schwander Straße (Standort)                                         | Wegkreuz                                                     | Gusseisenkruzifix auf hohem Granitsockel, 2. Hälfte 19. Jahrhundert | D-3-74-144-20 | BW |
| Weidener Straße 5 (Standort)                                        | Friedhofskapelle                                             | Walmdachbau über rechteckigem Grundriss, 18. Jahrhundert; mit Ausstattung großes Friedhofskreuz mit Gusseisen-Kruzifix, bezeichnet 1906 | D-3-74-144-12 | BW |
| Auf der Hub (am Weg nach Schwand) (Standort)                        | Wegkreuz                                                     | Bildstockartiger Steinsockel, darauf Gusseisenkruzifix, um 1900 | D-3-74-144-30 | [[Vorlage:Bilderwunsch/code!/C:49.73616,12.06431!/D:Auf der Hub (am Weg nach Schwand), Wegkreuz!/\|BW]]                                        |
| Beim Roten Kreuz (Standort)                                         | Wegkreuz                                                     | Gusseisenkruzifix auf Granitsockel, 2. Hälfte 19. Jahrhundert | D-3-74-144-31 | BW |
| Blaufärberin, Hart (an der Straße nach Schwand) (Standort)          | Wegkreuz                                                     | Gusseisenkruzifix auf profiliertem Granitsockel, 2. Hälfte 19. Jahrhundert | D-3-74-144-29 | [[Vorlage:Bilderwunsch/code!/C:49.74193,12.05771!/D:Blaufärberin, Hart (an der Straße nach Schwand), Wegkreuz!/\|BW]]                          |
| Hart (Standort)                                                     | Wegkreuz                                                     | Gusseisenkruzifix auf Granitsockel, 2. Hälfte 19. Jahrhundert | D-3-74-144-28 | BW |
| Schloßberg (Standort)                                               | Burgruine Parkstein                                          | Mauerreste der Befestigung, Basalt- und Granitbruchstein, mittelalterlich | D-3-74-144-13 | weitere Bilder |
| Schloßberg (Standort)                                               | Katholische Kirche Vierzehn-Nothelfer, sogenannte Bergkirche | Saalkirche mit Satteldach, halbrund geschlossen, Giebelreiter mit Faltdach, 1852; mit Ausstattung | D-3-74-144-14 | weitere Bilder |
| Schloßberg (Standort)                                               | Kreuzigungsgruppe                                            | Kruzifix mit Beifiguren, Figuren aus Gusseisen, farbig | D-3-74-144-16 | Kreuzigungsgruppe |
| Schloßberg (Standort)                                               | Kreuzweg mit 14 Stationen                                    | Granitpfeiler mit abgefasten Kanten, darauf ädikulaartige Laternen mit rechteckigen Bildfeldern, Ende 19. Jahrhundert | D-3-74-144-15 | weitere Bilder |
| Schloßberg (an der Südostseite des Parksteinfelsens) (Standort)     | Lourdesgrotte                                                | In Fels gehauene Nische mit gemauertem Korbbogenabschluss, um 1900 | D-3-74-144-17 | weitere Bilder |

### Hammerles
| Lage                      | Objekt  | Beschreibung                                                                                        | Akten-Nr.     | Bild |
| ------------------------- | ------- | --------------------------------------------------------------------------------------------------- | ------------- | ---- |
| Schloßpoint 10 (Standort) | Kapelle | Steildachbau, halbrund geschlossen, Fassade mit Putzstreifenrahmung, wohl 1. Hälfte 19. Jahrhundert | D-3-74-144-21 | BW   |

## Ehemalige Baudenkmäler
In diesem Abschnitt sind Objekte aufgeführt, die früher einmal in der Denkmalliste eingetragen waren, jetzt aber nicht mehr. Objekte, die in anderem Zusammenhang – also z. B. als Teil eines Baudenkmals – weiter eingetragen sind, sollen hier nicht aufgeführt werden. Aktennummern in diesem Abschnitt sind ehemalige, jetzt nicht mehr gültige Aktennummern.

| Lage                                     | Objekt                                              | Beschreibung                                                             | Akten-Nr.     | Bild |
| ---------------------------------------- | --------------------------------------------------- | ------------------------------------------------------------------------ | ------------- | ---- |
| Parkstein Marktplatz 1 (Standort)        | Inschrifttafel vom ehemaligen Gerichtsschreiberhaus | bezeichnet 1595                                                          | D-3-74-144-5  | BW   |
| Parkstein Marktplatz 19 (Standort)       | Brunnenschacht der ehemaligen Kapelle               | genannt „Zum Heiligen Brunnen“, überbaut von der Trennwand beider Häuser | D-3-74-144-6  | BW   |
| Parkstein Pressather Straße 6 (Standort) | Hausfiguren                                         | Immaculata und St. Florian, wohl 18./19. Jahrhundert                     | D-3-74-144-9  | BW   |
| Parkstein Pressather Straße 8 (Standort) | Wohnhaus                                            | Walmdachbau, 18. Jahrhundert                                             | D-3-74-144-10 | BW   |